# Anna Czartoryska-Niemczycka
Anna Maria Teresa Czartoryska-Niemczycka (ur. 8 stycznia 1984 w Warszawie) – polska aktorka i piosenkarka.

## Życiorys
Urodziła się i dorastała w Warszawie. Jest córką dyplomaty Stanisława Czartoryskiego (1939–2021) i jego żony Ewy z domu Minkowskiej, śpiewaczki operowej. Jest potomkinią Izabeli i Adama Kazimierza Czartoryskich, a jej dziadkiem był Roman Jacek Czartoryski. Ma młodszego o dwa lata brata Michała. Jako dziecko przez sześć lat mieszkała w Holandii, a następnie w Norwegii, gdzie jej ojciec przebywał na placówkach dyplomatycznych.
Po powrocie do Polski skończyła I Społeczne Liceum Ogólnokształcące w Warszawie oraz Państwową Szkołę Muzyczną II stopnia im. Fryderyka Chopina w Warszawie (sekcja piosenki). Przez dwa lata studiowała muzykologię na Uniwersytecie Warszawskim. W 2009 ukończyła studia w Akademii Teatralnej im. Aleksandra Zelwerowicza w Warszawie, broniąc pracę dyplomową pt. „Aktorstwo jako pakt z diabłem”.
W latach 2009–2013 była aktorką Teatru Współczesnego w Warszawie, w którym występowała w spektaklach muzycznych: To idzie młodość i Moulin Noir. Występowała także w warszawskich teatrach: Dramatycznym, Komedia, Kamienica, Capitol i na Novej Scenie Roma. W 2009 grała Ankę, główną bohaterkę serialu TVP1 Przystań.
W 2011 wystąpiła z utworem „Grande Valse Brillante” podczas 48. Krajowego Festiwalu Polskiej Piosenki w Opolu na koncercie „Panna, Madonna, Legenda tych lat...”, poświęconym Ewie Demarczyk. W tym samym roku premierowo wystąpiła z monodramem „Morfina” opartym na wspomnieniach Jeleny Bułhakowej oraz piosenkach Agnieszki Osieckiej, Marka Grechuty i Jonasza Kofty. Za spektakl otrzymała nagrodę Teatru Polskiego Radia Arete, a piosenki ze sztuki ukazały się na albumie wydanym przez Polskie Radio w 2012.
Zagrała Paulinę Maj w serialach: Życie nad rozlewiskiem (2011) i Nad rozlewiskiem (2012–2013), Cisza nad rozlewiskiem (2014–2015) i Pensjonat nad rozlewiskiem (2018). W międzyczasie wystąpiła w roli Xeni w czwartym sezonie serialu Szpilki na Giewoncie (2011–2012) i uczestniczyła w trzeciej edycji programu rozrywkowego Polsatu Twoja twarz brzmi znajomo (2015). W 2020 wydała cyfrowo album studyjny pt. Euforia/Panika oraz zagrała Magdę w serialu Usta usta (2020–2021).
Jest ambasadorką Stowarzyszenia „Piękne Anioły” oraz Fundacji „ABCXXI – Cała Polska Czyta Dzieciom”.

## Życie prywatne
Od 1 kwietnia 2013 jest żoną Michała Niemczyckiego. Para ma czworo dzieci: Ksawerego, Janinę, Antoniego oraz Stefana (ur. kwiecień 2022).

## Teatr
- 2021: La Bombe, jako Caroline, reż. Sambor Czarnota, IDEA ART, Scena Relax w Warszawie
- 2019: O co biega?, jako Penelopa, reż. Marcin Sławiński, Teatr Capitol w Warszawie
- 2017: Intryga, jako Marta, reż. Jan Englert, Teatr Kamienica w Warszawie
- 2013: Zorro, jako Louisa, reż. Tomasz Dutkiewicz, Teatr Komedia w Warszawie
- 2012: Witold Gombrowicz, Operetka, jako Fior, reż. Wojciech Kościelniak, Teatr Dramatyczny w Warszawie
- 2011: Gran Operita, jako Diana Blumenfeld, reż. Marcin Przybylski, Teatr Współczesny w Warszawie
- 2011: Morfina, jako Jelena Bułhakowa, reż. Waldemar Raźniak, Nova Scena, Teatr Muzyczny Roma
- 2010: Piosenka jest dobra na wszystko, czyli nieobecni mają rację, jako Bidula, reż. Waldemar Śmigasiewicz, Nova Scena, Teatr Muzyczny Roma
- 2008: To idzie młodość, reż. Maciej Englert, Teatr Współczesny w Warszawie
- 2008: Moulin Noir, reż. Marcin Przybylski, Teatr Współczesny w Warszawie

## Teatr Telewizji
- 2011: Najweselszy człowiek, reż. Łukasz Wylężałek, jako Aktywistka

## Filmografia
- 2009: Przystań jako Anka
- 2009: Dom nad rozlewiskiem jako Paula, przyjaciółka Marysi
- 2010: Ojciec Mateusz jako Grażyna Wolańska, siostra Mikołaja (odc. 64)
- 2010: Nowa jako fotoreporterka Ewa, koleżanka Kasi
- 2010: Miłość nad rozlewiskiem jako Paula, przyjaciółka Marysi
- 2011: Życie nad rozlewiskiem jako Paula, przyjaciółka Marysi
- 2011–2012: Szpilki na Giewoncie jako Xenia Borowicz
- 2011: Na dobre i na złe jako Dorota Lewicka, żona Pawła
- 2012: Szpiedzy w Warszawie jako Cecylia (odc. 1)
- 2012: Reguły gry jako kelnerka Paulina (odc. 8)
- 2012: Nad rozlewiskiem jako Paula, przyjaciółka Marysi
- 2013: Czas honoru jako zakonnica, więźniarka UB
- 2014: Kampen for tilværelsen(inne języki) (Norwegia) jako Ania
- 2014–2015: Cisza nad rozlewiskiem jako Paula, przyjaciółka Marysi
- 2014: Facet (nie)potrzebny od zaraz jako Anna
- 2015: Mąż czy nie mąż jako Roma Jarecka, żona Michała
- 2016: Komisarz Alex jako celebrytka Natasza Siwkiewicz (odc. 97)
- 2018: Pensjonat nad rozlewiskiem jako Paula, przyjaciółka Marysi
- 2020–2021: Usta usta jako Magda, sąsiadka Adama
- 2021: Kowalscy kontra Kowalscy jako Laura
- 2021: Jak pokochałam gangstera jako Teresa, siostra „Nikosia” w wieku 30 lat

## Dyskografia
- 2012: Morfina
- 2020: Euforia/Panika